# Colmars
Colmars település Franciaországban, Alpes-de-Haute-Provence megyében. Lakosainak száma 548 fő (2022. január 1.). Colmars Allos, Beauvezer, Castellet-lès-Sausses, Thorame-Haute, Villars-Colmars, Entraunes és Saint-Martin-d’Entraunes községekkel határos.

## Népesség
A település népességének változása:
| Lakosok száma | 360  | 314  | 367  | 384  | 397  | 431  | 496  | 482  | 479  | 548  |
|               | 1968 | 1982 | 1990 | 2006 | 2013 | 2015 | 2017 | 2019 | 2020 | 2022 |